# Delta Dunării și Complexul Razim - Sinoie
Delta Dunării și Complexul Razim - Sinoie este o arie protejată (arie de protecție specială avifaunistică — SPA) din România întinsă pe o suprafață de 508.302,3 ha, integral pe uscat.

## Localizare
Situl se întinde pe teritoriile administrative ale comunelor Cogealac, Corbu, Fântânele, Istria, Mihai Viteazu și Săcele din județul Constanța; pe cele ale comunelor Baia, Beștepe, C.A. Rosetti, Ceamurlia de Jos, Ceatalchioi, Chilia Veche, Crișan, Grindu, Jijila, Jurilovca, Luncavița, Mahmudia, Maliuc, Mihai Bravu, Murighiol, Niculițel, Nufăru, Pardina, Sarichioi, Sfântu Gheorghe și Somova și pe cele ale orașelor Babadag, Isaccea și Sulina din județul Tulcea. Centrul sitului Delta Dunării și Complexul Razim - Sinoie este situat la coordonatele 45°02′12″N 29°08′06″E / 45.036547°N 29.135044°E.

## Înființare
Arealul Delta Dunării și Complexul Razim - Sinoie a fost declarat arie de protecție specială avifaunistică (ROSPA0031) în octombrie 2007 pentru a proteja 220 de specii de animale. Situl se suprapune cu rezervațiile naturale: Capul Doloșman, Cetatea Histria, Complexul Vătafu - Lunghuleț, Complexul Sacalin Zătoane, Grindul și Lacul Răducu, Grindul Chituc, Grindul Lupilor, Insula Popina, Lacul Potcoava, Pădurea Caraorman, Pădurea Letea și Roșca - Buhaiova.

## Biodiversitate
Situată în ecoregiunile Marea Neagră și de stepă, aria protejată nu include niciun habitat protejat.
La baza desemnării sitului se află mai multe specii protejate de  păsări (220): uliu cu picioare scurte (Accipiter brevipes), uliu păsărar (Accipiter nisus), lăcar mare (Acrocephalus arundinaceus), privighetoare-de-baltă (Acrocephalus melanopogon), lăcar-de-mlaștină (Acrocephalus palustris), lăcar-de-rogoz (Acrocephalus schoenobaenus), lăcar-de-lac (Acrocephalus scirpaceus), fluierar de munte (Actitis hypoleucos), ciocârlie-de-câmp (Alauda arvensis), pescăruș albastru (Alcedo atthis), rață sulițar (Anas acuta), rață lingurar (Anas clypeata), rață pitică (Anas crecca), rață fluierătoare (Anas penelope), rață mare (Anas platyrhynchos), rață cârâitoare (Anas querquedula), rață pestriță (Anas strepera), gâscă cenușie (Anser anser), gârliță mică (Anser erythropus), gâscă de semănătură (Anser fabalis), fâsă-de-câmp (Anthus campestris), fâsă roșiatică (Anthus cervinus), fâsă de pădure (Anthus spinoletta), fâsă de pădure (Anthus trivialis), lăstunul mare (Apus apus), acvilă țipătoare mare (Aquila clanga), acvilă de câmp (Aquila heliaca), acvilă țipătoare mică (Aquila pomarina), stârc cenușiu (Ardea cinerea), stârc roșu (Ardea purpurea), stârc galben (Ardeola ralloides), pietruș (Arenaria interpres), ciuf de câmp (Asio flammeus), ciuf-de-pădure (Asio otus), rață-cu-cap-castaniu (Aythya ferina), rața moțată (Aythya fuligula), rață roșie (Aythya nyroca), mătăsar  (Bombycilla garrulus), buhai de baltă (Botaurus stellaris), gâsca cu piept roșu (Branta ruficollis), stârc de cireadă (Bubulcus ibis), rață sunătoare (Bucephala clangula), pasărea ogorului (Burhinus oedicnemus), șorecarul comun (Buteo buteo), șorecar încălțat (Buteo lagopus), șorecar mare (Buteo rufinus), nisipar (Calidris alba), fugaci de țărm (Calidris alpina), Calidris canutus, fugaci roșcat (Calidris ferruginea), fugaci mic (Calidris minuta), fugaci pitic (Calidris temminckii), cânepar (Carduelis cannabina), sticlete (Carduelis carduelis), înăriță (Carduelis flammea), scatiu (Carduelis spinus), mugurar roșu (Carpodacus erythrinus), ploier de munte (Certhia brachydactyla), prundăraș de sărătură (Charadrius alexandrinus), Charadrius morinellus, chirighiță-cu-obraz-alb (Chlidonias hybridus), chirighiță neagră (Chlidonias niger), florinte (Chloris chloris), barză albă (Ciconia ciconia), barză neagră (Ciconia nigra), șerpar (Circaetus gallicus), erete de stuf (Circus aeruginosus), erete vânăt (Circus cyaneus), erete alb (Circus macrourus), erete cenușiu (Circus pygargus), porumbel de scorbură (Columba oenas), dumbrăveancă (Coracias garrulus), Cygnus columbianus bewickii, lebădă de iarnă (Cygnus cygnus), lebădă de vară (Cygnus olor), lăstun de casă (Delichon urbica), ciocănitoarea de stejar (Dendrocopos medius), ciocănitoare de grădină (Dendrocopos syriacus), ciocănitoare neagră (Dryocopus martius), egretă albă (Egretta alba), egretă mică (Egretta garzetta), presură sură (Emberiza calandra), presură de grădină (Emberiza hortulana), șoim dunărean (Falco cherrug), șoim de iarnă (Falco columbarius), vânturel mic (Falco naumanni), șoim călător (Falco peregrinus), șoimul rândunelelor (Falco subbuteo), vânturel de seară (Falco vespertinus), muscar-gulerat (Ficedula albicollis), muscar negru (Ficedula hypoleuca), muscar (Ficedula parva), cinteză (Fringilla coelebs), cinteză de iarnă (Fringilla montifringilla), lișiță (Fulica atra), becațină comună (Gallinago gallinago), becațină mare (Gallinago media), găinușă de baltă (Gallinula chloropus), cufundar polar (Gavia arctica), cufundar mic (Gavia stellata), pescăriță râzătoare (Gelochelidon nilotica), ciovlica negricioasă (Glareola nordmanni), ciovlica roșcată (Glareola pratincola), cocor (Grus grus), scoicar (Haematopus ostralegus), codalb (Haliaeetus albicilla), acvilă pitică (Hieraaetus pennatus), piciorong (Himantopus himantopus), frunzăriță galbenă (Hippolais icterina), rândunică roșcată (Hirundo daurica), rândunică (Hirundo rustica), frunzăriță cenușie (Iduna pallida), stârc pitic (Ixobrychus minutus), sfrâncioc roșiatic (Lanius collurio), sfrâncioc mare (Lanius excubitor), sfrânciocul cu frunte neagră (Lanius minor), sfrâncioc cu cap roșu (Lanius senator), pescăruș argintiu (Larus cachinnans), pescăruș sur (Larus canus), pescăruș negricios (Larus fuscus), Larus genei, pescăruș-cu-cap-negru (Larus melanocephalus), pescăruș mic (Larus minutus), pescăruș râzător (Larus ridibundus), prundaș de nămol (Limicola falcinellus), sitar de mal nordic (Limosa lapponica), sitar de mâl (Limosa limosa), grelușel-de-zăvoi (Locustella luscinioides), Locustella naevia, ciocârlie de pădure (Lullula arborea), filomelă (Luscinia luscinia), privighetoare (Luscinia megarhynchos), gușă albastră (Luscinia svecica), becațină mică (Lymnocryptes minimus), ciocârlie de bărăgan (Melanocorypha calandra), ferestraș mic (Mergus albellus), ferestrașul mare (Mergus merganser), Mergus serrator, prigoare (Merops apiaster), gaia neagră (Milvus migrans), codobatură galbenă (Motacilla alba), codobatură de munte (Motacilla cinerea), codobatura galbenă (Motacilla flava), muscar sur (Muscicapa striata), rață cu ciuf (Netta rufina), culic mare (Numenius arquata), Numenius phaeopus, culic cu cioc subțire (Numenius tenuirostris), stârc de noapte (Nycticorax nycticorax), pietrar mediteranean (Oenanthe hispanica), Oenanthe isabellina, pietrar sur (Oenanthe oenanthe), pietrar negru (Oenanthe pleschanka), grangur (Oriolus oriolus), ciuf-pitic (Otus scops), Oxyura leucocephala, vultur pescar (Pandion haliaetus), pelican creț (Pelecanus crispus), pelican mare alb (Pelecanus onocrotalus), cormoran mare (Phalacrocorax carbo), cormoran mic (Phalacrocorax pygmeus), notatița cu ciocul subțire (Phalaropus lobatus), bătăuș (Philomachus pugnax), codroș de munte (Phoenicurus ochruros), codroșul de pădure (Phoenicurus phoenicurus), pitulice de munte (Phylloscopus collybita), pitulice sfârâitoare (Phylloscopus sibilatrix), pitulice-fluierătoare (Phylloscopus trochilus), ciocănitoare verzuie (Picus canus), lopătar (Platalea leucorodia), presură de iarnă (Plectrophenax nivalis), țigănuș (Plegadis falcinellus), ploier auriu (Pluvialis apricaria), ploier argintiu (Pluvialis squatarola), corcodel mare (Podiceps cristatus), corcodel-cu-gât-roșu (Podiceps grisegena), corcodel-cu-gât-negru (Podiceps nigricollis), cresteț cenușiu (Porzana parva), cresteț pestriț (Porzana porzana), Porzana pusilla, brumăriță de pădure (Prunella modularis), Puffinus yelkouan, cristei de baltă (Rallus aquaticus), ciocântors (Recurvirostra avosetta), aușel cu cap galben (Regulus regulus), pițigoi-pungar (Remiz pendulinus), lăstun de mal (Riparia riparia), mărăcinar (Saxicola rubetra), mărăcinar negru (Saxicola torquatus), sitar de pădure (Scolopax rusticola), cănăraș (Serinus serinus), Stercorarius longicaudus, lup de mare mic (Stercorarius parasiticus), chiră mică (Sterna albifrons), pescăriță mare (Sterna caspia), chiră de baltă (Sterna hirundo), chiră de mare (Sterna sandvicensis), turturică (Streptopelia turtur), lăcustar (Sturnus roseus), graur (Sturnus vulgaris), silvie cu cap negru (Sylvia atricapilla), silvie de zăvoi (Sylvia borin), silvie de câmp (Sylvia communis), silvie-mică (Sylvia curruca), silvie porumbacă (Sylvia nisoria), corcodel mic (Tachybaptus ruficollis), Tachymarptis melba, călifar alb (Tadorna tadorna), fluierar negru (Tringa erythropus), fluierar cu picioare verzi (Tringa nebularia), fluierarul de zăvoi (Tringa ochropus), fluierar de lac (Tringa stagnatilis), fluierarul cu picioare roșii (Tringa totanus), sturzul viilor (Turdus iliacus), sturz-cântător (Turdus philomelos), sturz (Turdus pilaris), sturzul de vâsc (Turdus viscivorus), pupăză (Upupa epops), nagâț (Vanellus vanellus), Xenus cinereus.